# チャップマン基地自爆テロ事件
チャップマン基地自爆テロ事件（チャップマンきちじばくテロじけん）とは、2009年12月30日にアフガニスタンホースト州にある中央情報局のチャップマン基地でおきた自爆テロ事件である。

## 概要
2009年12月30日、アフガニスタンホースト州にある中央情報局のチャップマン基地でヨルダンの情報機関ヨルダン総合情報部がアルカイダに潜入させた三重スパイのフマム・ハリル・アブムラル・バラウィが自爆テロを行った。基地司令官を含むCIA局員7名、ヨルダン総合情報部1名、アフガニスタン軍1名が死亡した。彼はパキスタンでの諜報活動に従事しており、当日アイマン・ザワーヒリーの身柄確保の支援をするために同基地に連れてこられた。パキスタン・アフガニスタン国境の一つであるグラーム・ハーンを通過しチャップマン基地の警備責任者のアフガン陸軍人と落ち合い、途中の村メルマンディで赤のトヨタ・カローラに乗り換えた。この基地では外周にアフガニスタン人警備員を配置した土壁、鉄条網の付いたフェンス、アメリカ軍人たちが警備するゲートと三重の警備態勢がとられていた。しかし、この車両は入構時に全くセキュリティチェックを受けることなく、CIAや陸軍情報部の施設がある基地の内部に侵入し事件を起こした。1983年アメリカ大使館爆破事件の8人に次ぐ、7人のCIA職員の死者をだした。
この事件により、当時のアフガニスタンとパキスタンでの諜報機関の活動に重大な後退を引き起こした。
後日、アルカーイダは犯行声明を発表。

## 犠牲者
Jennifer Lynne Matthews
CIA局員。支局長。情報収集管理担当官。
1989年にCIAに入局し、ビンラディンとアルカイダ幹部の追跡を専門とする『Bin Laden Issue Station』等に所属。
2009年9月から当基地の責任者に着任。
3児の母。
享年45。
Scott Michael Roberson
CIA局員。基地警備責任者。
元アトランタ市警の覆面麻薬捜査官。
その後国連職員としてコソボで勤務。
享年39。
Darren LaBonte
CIA局員。ヨルダンにあるアンマン支局の情報収集管理担当官。
高校卒業後に米陸軍に入隊し、第75レンジャー連隊に数年間勤務した。陸軍退役後は、イリノイ州のリバティビル警察署の警察官になり、2005年までシカゴの連邦保安官として勤務。
その後、2006年にCIAに入局するまで、ニューヨーク市のFBI対テロ部所で短期間勤務。
享年35。
Elizabeth Hanson
CIA局員。カブール専門の分析官。
コルビー大学の経済学専攻。
2005年にCIAに入局。
享年30。
Harold Brown Jr.
CIA局員。工作担当官。
元米陸軍情報部員。
享年37。
Dane Clark Paresi
CIAの民間警備請負人。
元陸軍特殊部隊。
Xe社(現アカデミ社)社員。
享年46。
Jeremy Jason Wise
CIAの民間警備請負人。
元Navy SEALs（2009年に退役）。
Xe社(現アカデミ社)社員。
アーカンソー州出身。
享年35。
Sharif Ali bin Zeid
ヨルダン情報部員。最終階級は大尉。
アブドゥッラー2世の親戚。
享年34。
Arghawan
アフガニスタン側の警備責任者。
アフガニスタン陸軍特殊部隊隊員。
享年30。

## 基地の名称
アフガニスタン紛争で戦死したアメリカ陸軍特殊部隊群ネイサン・チャップマン1等軍曹に由来する。

## 関連文献
ジョビー・ウォリック著 『三重スパイ――CIAを震撼させたアルカイダの「モグラ」』 黒原敏行訳、太田出版、2012年。